# Carloctavisme
Ne doit pas être confondu avec Communion traditionaliste.

La Croix de Bourgogne, drapeau traditionnel des carlistes.

Le carloctavisme (en espagnol : carloctavismo), octavisme ou carlo-octavisme (octavismo ou carlo-octavismo), également connu sous le nom de  Communion carliste (en espagnol : comunión carlista) durant le franquisme, est une branche dissidente du carlisme, un mouvement monarchiste espagnol conservateur. Né dans les années 1930, le carloctavisme connaît un certain développement à la fin des années 1940 et au tout début des années 1950.
Le carloctavisme doit sa naissance à la disparition, sans descendance masculine, du dernier prétendant carliste « historique » Alphonse-Charles (1849-1936). Avant sa mort, ce dernier a pris soin de désigner, non pour lui succéder mais pour assumer la régence de la Communion traditionaliste, son neveu Xavier de Bourbon-Parme. Cependant, une partie des carlistes préfère à ce dernier un autre neveu d'Alphonse-Charles, le prince Charles de Habsbourg, surnommé par ses partisans « Charles VIII » (Carlos octavo). Bien reçu par le général Francisco Franco, qui l'autorise à résider en Espagne à partir de 1943, le prince bénéficie d'une certaine popularité. Mais après sa mort, en 1953, le carloctavisme ne cesse de décliner, même s'il conserve encore aujourd'hui des partisans.

## Histoire du mouvement

### Origines
Dans les années 1930, le mouvement carliste se divise sur la question de la succession de la couronne espagnole : le dernier prétendant carliste « historique », don Alphonse-Charles, n'ayant ni fils ni neveu de sexe mâle, la branche aînée des Bourbons d'Espagne est vouée à s'éteindre à sa mort. Tandis que certains carlistes, soucieux de respecter les règles de succession salique, se résignent à reconnaître la branche cadette des Bourbons et à accepter la fusion avec les « alphonsistes » (partisans d'Alphonse XIII et de sa famille), d'autres cherchent un nouveau candidat. Parmi ces derniers, nombreux sont ceux qui se rapprochent du prince Xavier de Bourbon-Parme, nommé « régent » de la « communion traditionaliste » par don Alphonse-Charles après sa mort en 1936. Cependant, le prince Xavier n'ayant pour ancêtre aucun prétendant « historique », d'autres carlistes lui préfèrent un descendant en ligne féminine des prétendants « historiques ». 
Dès 1932, la revue carliste El Cruzado español évoque ainsi la candidature d'un des fils de l'infante Blanche de Bourbon, nièce d'Alphonse-Charles et fille aînée du prétendant « Charles VII ». La revue soutient en effet que, depuis Philippe V, la succession espagnole est semi-salique et qu'en l'absence d'héritier Bourbon légitimes (les autres descendants de Philippe V s'étant eux-mêmes exclus de la succession en usurpant le trône ou en acceptant officiellement l'usurpation), ce sont Blanche et ses fils qui sont les nouveaux héritiers légitimes de la couronne,.
Le 22 juillet 1934, plusieurs délégués du mouvement carliste (Cora y Lira, De la Cortina, Sáez, Plazaola, Lizarza, Martinez Lopez, Larraya, Zuazo, etc.) demandent à don Alphonse-Charles de reconnaître pour héritier son petit-neveu, l'archiduc Charles de Habsbourg, mais le prétendant refuse et finit par exclure les dissidents. Le 30 mai 1936, c'est au tour de la princesse Blanche de faire publiquement valoir ses droits et ceux de ses enfants à la couronne espagnole.
Le décès inattendu de don Alphonse-Charles et l'éclatement de la guerre civile espagnole font taire un moment les divisions du mouvement carliste. Cependant, en juin 1943, la princesse Blanche, alors âgée de 75 ans, proclame son quatrième fils chef de la communion traditionaliste.

### Le «règne» de Charles VIII

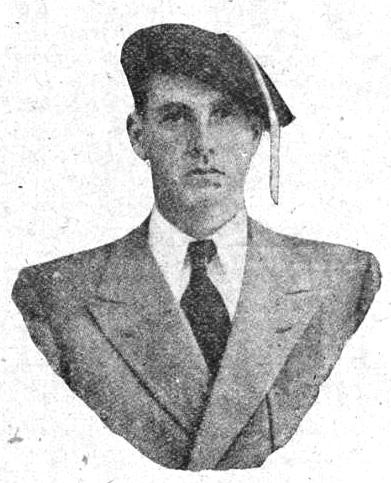
Le prince Charles en 1948.

Arrivé en Espagne peu après sa « proclamation », l'archiduc Charles réalise une série de voyages à travers le pays avec la bénédiction du général Franco. Selon certains auteurs, comme Josep Carles Clemente, le caudillo utilise en effet le prince afin d'affaiblir les prétentions  du comte de Barcelone et de Xavier de Bourbon-Parme. Quoi qu'il en soit, Franco accepte publiquement, en 1951, de recevoir du prince le collier de l'Ordre de Saint-Charles Borromée qu'il a fondé.
Politiquement, le carloctavisme défend l'autarcie, la représentation parlementaire, un gouvernement traditionnel basé sur des conseils, une justice indépendante, le catholicisme comme religion d'État, la reconnaissance des régions, un droit de propriété limité, l'abolition des partis politiques et le travail avec les syndicats.
Très actif à la fin des années 1940 et au début des années 1950, le mouvemment carloctaviste est affaibli par la même question qui l'a vu naître : celle de la succession dynastique. L'archiduc Charles ayant contracté une union morganatique (lui ayant donné deux filles), ses partisans se tournent vers ses frères lorsqu'il trouve subitement la mort en 1953. Or, ceux-ci ont déjà renoncé à leurs droits dynastiques lorsque Charles disparaît : Léopold et François-Joseph dès 1947 et Antoine en 1948.

### Essoufflement du mouvement
À la mort de Charles, les carloctavistes se tournent vers l'archiduc Léopold pour lui succéder à la tête de leur mouvement. Cependant, celui-ci refuse l'honneur qui lui est fait et renvoie ses partisans vers l'archiduc Antoine. D'abord réticent, ce dernier accepte finalement de prendre la tête du mouvement en 1956 et prend le nom de « Charles IX ». Malgré les difficultés économiques et la faiblesse de son programme, le carloctavisme survit encore plusieurs années. Les deux fils d'Antoine, Stéphane et Dominique de Habsbourg, ayant tour à tour contracté des unions morganatiques en 1956 et 1960, se pose une nouvelle fois la question de la succession.
« Charles IX » ayant renoncé à la succession en 1961, son dernier frère, François-Joseph de Habsbourg, est appelé à la tête du mouvement. Pourtant, ce dernier a lui aussi contracté une union morganatique et n'a qu'une fille. Surtout, le carloctavisme est en perte de vitesse face au courant carliste « parmesan » et à l'alphonsisme, incarné à partir de 1969 par le futur roi Juan-Carlos Ier.
L'archiduc François-Joseph étant décédé en 1975, une partie des carloctavistes se tourne vers le prince Dominique, fils de « Charles IX »[réf. nécessaire]. De moins en moins audible, l'essentiel du mouvement rejoint cependant la Communion traditionaliste carliste en 1986. Il reste que le prince Dominique conserve, aujourd'hui encore, des partisans. En 2012, le sénateur basque Iñaki Anasagasti propose ainsi de créer une monarchie basco-navarraise ayant à sa tête le prince Dominique.

## Liste des prétendants carloctavistes
La succession carloctaviste est parfois confuse, certains prétendants tardant à faire valoir leurs droits, d'autres n'étant pas reconnus par tous les partisans du mouvement. On peut toutefois dresser la liste qui suit :
- 1936 / 1943-1953 : Charles VIII (4e fils de l'infante Blanche d'Espagne)
- 1953-1956 : Léopold Ier (frère aîné du précédent)
- 1953 / 1956-1961 : Charles IX (frère cadet du précédent)
- 1961-1975 : François-Joseph Ier (frère cadet du précédent)
- Depuis 1975 : Dominique Ier (2e fils de Charles IX)

## Organes de presse
- 1929-1936 : El Cruzado español (journal hebdomadaire)
- 1911-1936 : Tradición (revue hebdomadaire)[8]

### Sur le carloctavisme
- (es) César Alcalá, Cruzadistas y carloctavistas: historia de una conspiración, SEYCE Ediciones, Barcelone, 2012  (ISBN 9788493884253).
- (es) Iñigo Bolinaga Irasuegui, « El carloctavismo », Historia, 16, n°370, 2007  (ISSN 0210-6353), p. 78–87.
- (es) Mercedes Vázquez de Prada, « La vuelta del octavismo a la Comunión Tradicionalista », Aportes, 26, n° 77, 2011  (ISSN 0213-5868), p. 85–96.

### Sur le carloctavisme au sein du mouvement carliste
- (es) Josep Carles Clemente, Historia del Carlismo contemporáneo (1935-1972), Ed. Grijalbo, Barcelone, 1977  (ISBN 8425307597).
- (es) Francisco-Javier de Lizarza Inda, La Sucesión Legítima a la Corona de España, Ed. Gomez, 1951.

### Sur les prétendants carloctavistes
- (es) Francisco-Manuel de Las Heras y Borrero, Un pretendiente desconocido, Carlos de Habsburgo, Ed. Dykinson, 2004  (ISBN 8497725565).
- (en) José Maria de Montells y Galán, « De Carlos VIII a Francisco José I » (parte 2) dans La Otra Dinastia, 1833-1975, C.H.E.I, Madrid, 1995  (ISBN 8492001658). (Lire en ligne, en anglais)